# Демидовская (Сямженский район)
Демидовская — деревня в Сямженском районе Вологодской области. Входит в сельское поселение Двиницкое, с точки зрения административно-территориального деления — в Двиницкий сельсовет.

## География
Расстояние по автодороге до районного центра Сямжи — 61 км, до центра муниципального образования Самсоновской — 2 км. Ближайшие населённые пункты — Кононовская, Бараниха, Колбинская, Самсоновская, Макаровская.

## Население
По переписи 2002 года население — 31 человек (17 мужчин, 14 женщин). Всё население — русские.